# Nørre Søby Sogn
Nørre Søby Sogn er et sogn i Midtfyn Provsti (Fyens Stift).
I 1800-tallet var Nørre Søby Sogn et selvstændigt pastorat. Det hørte til Åsum Herred i Odense Amt. Nørre Søby sognekommune blev ved kommunalreformen i 1970 indlemmet i Årslev Kommune, der ved strukturreformen i 2007 indgik i Faaborg-Midtfyn Kommune.
I Nørre Søby Sogn ligger Nørre Søby Kirke.
I sognet findes følgende autoriserede stednavne:
- Gulfelt (bebyggelse)
- Møllemose (bebyggelse)
- Mørkehøjgyden (bebyggelse)
- Nørre Søby (bebyggelse, ejerlav)
- Nørre Søby Mark (bebyggelse)
- Røjleskov (bebyggelse)
- Søby Søgård (ejerlav, landbrugsejendom)